# 야블로노비산맥

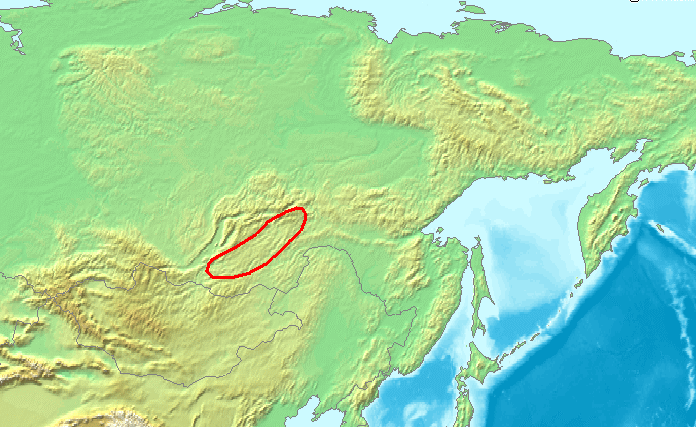

야블로노비산맥(러시아어: Яблоновый хребет, Yablonoi Mountains, Yablonovy Mountains)은 러시아 동부, 자바이칼주에 속해있는 산맥으로 몽골의 북동부에서 바이칼 호수 동부를 통과하는 산맥이다. 주석이 풍부한 광산 주변으로 소수의 사람들이 살고 있다고 한다. 스타노보이산맥의 남서부에서 확장된 지역으로 취급되기도 한다.